# 미켈레토 아텐돌로

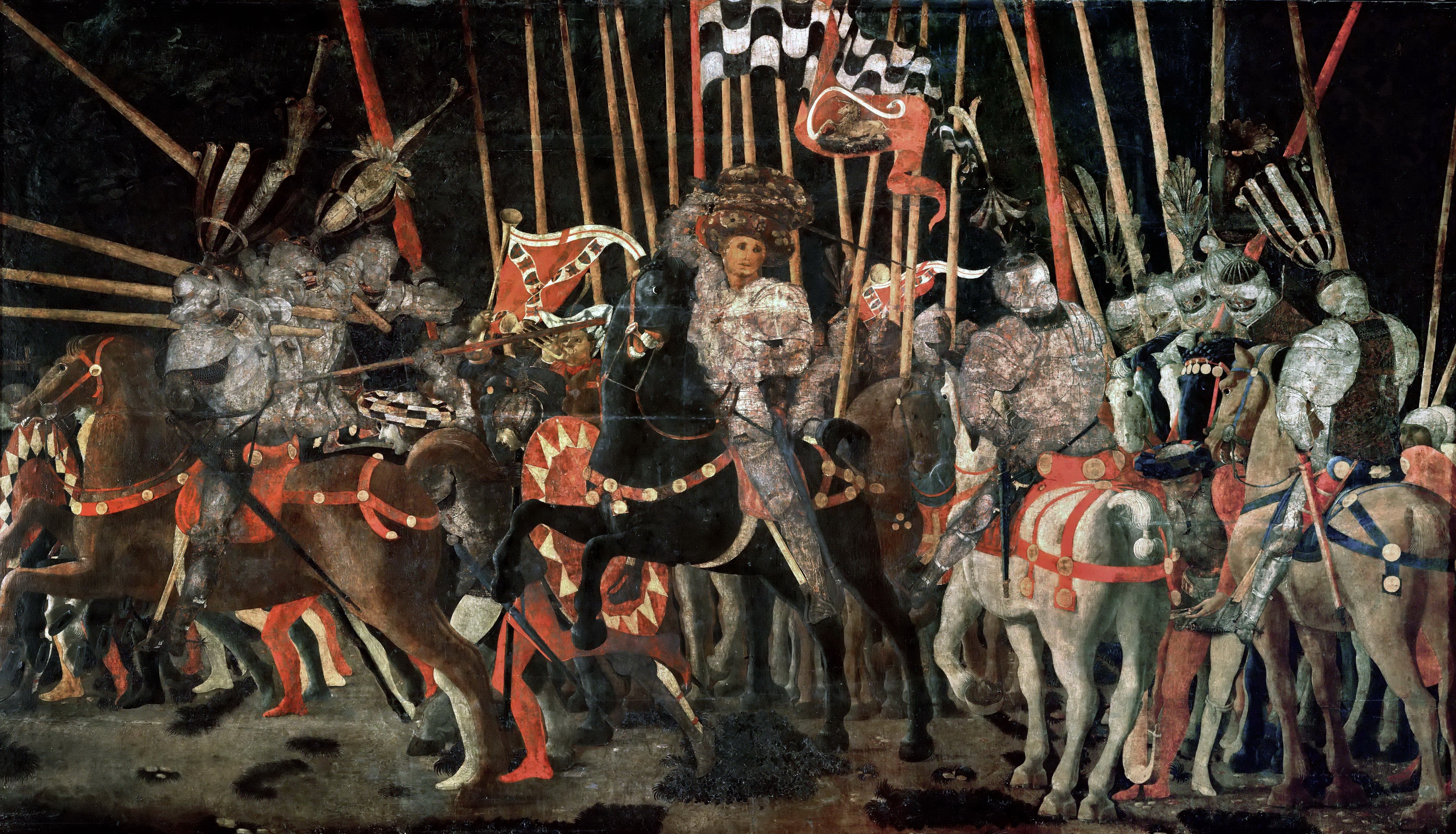
파올로 우첼로가 그린 트리프티카 《산로마노 전투》 일부인 산로마노의 미킬레토 아텐돌로의 결정적 공격. 파리 루브르 박물관 소장.

미켈레토 아텐돌로(Micheletto Attendolo, 1370년 경 – 1463년 경)는 이탈리아인 콘도티에로이다.
코티뇰라에서 태어난 그는 아주 유명한 무치오 아텐돌로 스포르차의 조카 또는 친척이였다. 무치오 아텐돌로, 프란체스코 스포르차와 함께 그는 1415년 12월에 조반나 2세 디 나폴리에 의해 나폴리에 수감됐다. 시간이 흘러 그는 1424년 아브루치의 분쟁에 참여하여 그녀를 위해 브라초 다 몬토네에 맞서 싸웠고: 무치오가 익사한 이후에는 라퀼라 전투에서 선봉대를 이끌었다.
이후 그는 교황 마르티노 5세와 시에나를 상대로 산로마노 전투에서 결정적인 승리를 가져다준 피렌체 공화국에서 근무했다. 1434년 교황 에우제니오 4세와 조반나 여왕 사이에 강화 조약이 체결된 후 (1434년), 아텐돌로는 나폴리 왕국의 그란 콘네스타빌레 (Gran Conestabile, 총사령관)이 됐다. 그는 나폴리 왕위 주장자 르네 당주와도 싸우기도 했다.
나중에 그는 프란체스코 스포르차와 함께 싸워, 앙기아리 전투에서 니콜로 피치니노를 상대로 승리를 거뒀다 (1440년). 다음 해 그는 가타멜라타의 베네치아군의 최고사령관 직을 대체했다. 그는 카라바조 전투 (1448년 9월 15일)에서 밀라노의 암브로시아 공화국을 이끈 스포르차와 충돌하였고, 여러 차례 패했다.
이러한 문제를 겪은 후 아텐돌로는 그의 지위를 잃었고 코넬리아노에 은둔하였다. 그는 팔라촐로술롤리오에서 3년 뒤에 사망했다.

## 같이 보기
- 롬바르디아 전쟁